# قانون خودمختاری محلی
قانون خودمختاری محلی (به ژاپنی: 地方自治法، Chihō-jichi-hō) در ژاپن یک قانون قدرت سپاری است که بیشتره ساختار دولت معاصر ژاپن و تقسیمات اداری، شامل استانها و شهرداری ژاپن بر این اساس بنا شده‌اند. این قانون در مجلس نمایندگان و مجلس اشراف در ۲۸ مارس ۱۹۴۷ و با عنوان قانون شماره ۶۷ در ۱۷ آوریل ۱۹۴۷ تصویب شد.